# Шпала, Вацлав
Вацлав Шпала (чеш. Václav Špála; 1885, Злунице — 1946, Прага) — чешский художник, график и иллюстратор.

## Жизнь и творчество
В. Шпала родился в многодетной семье, был одним из девяти детей. Художественное образование получил сперва в художественной школе в Градец-Кралове, затем в Высшей школе прикладного искусства в Праге и, в 1903-08 годах — в пражской Академии художеств. В ранний период творчества (начиная 1905 года) на его работы оказали влияние картины Э. Мунка, П. Сезанна, В. ван Гога, в графике видны элементы фовизма.
В 1911 году художник пишет полотно Идиллия (Купание двух девушек ), в которой впервые характерными и основными являются комбинации двух красок — тёплой красной и холодной синей. Этот художественный приём сохраняется в работах В. Шпалы вплоть до 1923 года. В том же, 1911 году художник знакомится в Париже с творчеством художников-кубистов, также оказавших воздействие на него. Вступает в Общество художников Мане.
К этому периоду относятся его картины:
- Pod stromem (1911)
- Koupání (1912)
- Venkovanka (1912)
- Tři pradleny (1913) — (аналитический кубизм, холодное сочетание красного и фиолетового)
- Duha II (Procitnutí) (1913) — абстрактная живопись
- Píseň venkova (1914—1915)
- Píseň jara (1915)

После 1923 года В. Шпала пишет преимущественно пейзажи, как родной страны (* Údolí Sázavy (1922), Na Berounce u Srbska (1925)), так и зарубежья (Přístav v Marseille (1926)), а также натюрморты. Среди других его полотен, посвящённых красоте чешский земли — Dřevěný most přes Orlici u Potštejna (1928), Na Otavě (1929), Na Otavě (1930).
В 1945 году Вацлаву Шпале было присвоено звание Народный художник Чехословакии.